# Pierre Chatenet
Pour les articles homonymes, voir Chatenet (homonymie).
Pierre Chatenet, né le 6 mars 1917 à Paris et mort le 4 septembre 1997 à Tavers dans le Loiret, est un homme politique français.

## Biographie

### Jeunesse et études
Pierre Chatenet naît à Paris. Après des études secondaires au lycée Buffon, il obtient son baccalauréat. Il s'inscrit à l'université de Paris, où il obtient une licence de droit. Admis à l’École libre des sciences politiques, il y prépare le concours d'admission au Conseil d’État, qu'il réussit en 1940.
Il a épousé Jacqueline Parodi (1913-2010), sœur d’Alexandre Parodi. 

### Parcours professionnel
Son admission au Conseil d’État lui permet de devenir maître des requêtes. L'appel de la politique se fait toutefois rapidement sentir, et il intègre le cabinet d’Alexandre Parodi, ministre du Travail. Il fait partie de la délégation française à la conférence de San Francisco de l’ONU en 1945.
Il entre au Quai d’Orsay où il accomplit une carrière qui le mène aux Nations unies, à Tunis et à l’OTAN. Il fait partie des conseillers de Pierre Mendès France au moment de la CED. Il est l’un des rédacteurs des accords de Paris qui permettent le réarmement allemand et la création de l’Union de l'Europe occidentale. Il est directeur de la fonction publique de 1954 à 1959. Il est secrétaire d’État auprès du premier ministre Michel Debré du 8 janvier au 28 mai 1959, puis ministre de l’Intérieur du 28 mai 1959 au 6 mai 1961. Sa santé est ébranlée et il est remplacé par Roger Frey. 
En janvier 1962, il devient président de la commission qui porte son nom à la Communauté européenne de l'énergie atomique, fonction qu’il exerce pendant cinq ans jusqu'au moment où les exécutifs de la CECA, de la CEE et de l’Euratom fusionnent en 1967.
Pierre Chatenet est membre du Conseil constitutionnel de 1968 à 1977. On le retrouve aussi à la présidence de la Commission des opérations de bourse, dans les sociétés Créditel et Cofiroute et à La République du Centre à Orléans.

### Distinctions
- Commandeur de la Légion d'honneur
- Grand-croix de l'ordre de la Couronne

## Publication
- Décolonisation (Buchet-Chastel, 1994)